# سكيلت (فرقة)
سكيلت (بالإنجليزية:Skillet) هي فرقة كرستيان هارد روك تشكلت في ممفيس، تينيسي في سنة 1996.
الفرقة تَشْملُ جون كوبير (مطرب رئيسي، عازف قيثارة)، زوجته كوري كوبير (عازفة قيثارة إيقاع، غازفة بيانو، مطرب)، بن كاسيكا (عازف قيثارة رئيسي)، والعضوة الأحدث جن ليدجر (عازفة طبل، مطربة).
سكيلت اصدرت ثمانية البومات، اثنان رشحو لجائزة غرامي:Collide وComatose. خلال السَنَوات الـ15 الماضية، تغني سكيلت العديد مِنْ الأنواعِ المختلفةِ، تتضمن الهارد روك، اندستيريال روك، سيمفينيك روك. اعتبارا من مارس 2010 باعوا 1.6 مليون ألبوم في جميع أنحاء العالم.

## الإصدارات

### ألبوات الأستيديو
- سكيلت (1996)
- هاي يو (1998)
- Invincible (2000)
- Alien Youth (2001)
- Collide (2003)
- Comatose (2006)
- Awake (2009)
- I Tunes Session (2010)
- Rise (2013)
- Unleashed (2016)
- فيكتوريوس (2019)
- دومينيون (2022)

### الألبومات المباشرة
- Ardent Worship (2000)
- Comatose Comes Alive  – (2008)

## وسائل الاعلام

### التلفزيون
- كومنتس كيم الايف جعلت من العالم التلفزيون العرض في 5 كانون الأول، 2008 على قناة موسيقى الإنجيل.
- ظَهرتْ سكيلت عندما على برنامج سي إم تي (CMT) التلفزيوني، (Mobile Home Disaster) في حلقة حيث الأطفالِ في العائلةِ كَانوا معجبين بالفرقة.
- أغانيهم "You Are My Hope" و"A Little More"، عُرِضَت في إثنتان مِنْ حلقات برنامج سي بي إس Joan of Arcadia.
- أغنيتهم "You Are My Hope" عُرِضَت مرّة في برنامج سي دبليو (America's Next Top Model).
- أغنية "Best Kept Secret" استعملت كأغنية رسمية لبرنامج المراهقين (New Jersey-based Christian)،Real Faith TV.
- أغنية "Rebirthing" هي الاغنية الرسمية لـ (Philadelphia Flyers) بينما يَدْخلونَ الثلجَ قبل اللعبةِ.
- WWE استخدمت أغنية "Monster" كالأغنية الرسمية لعرض هي ان ذا سيل 2009، وأيضاً أغنية "Hero"لعرض الرويال رمبل 2010
- ان اف ال (NFL) على ان بي سي (NBC) استخدمت أغنية "Hero" كاغنية خلفية في عرض تقديمي لمبارياتهم.
- "Hero" استخدمت كأغنية للورد سيريس.
- "Awake and Alive" استعملت في نوفمبر/تشرين الثّاني 2009 للترويج عن المسلسل التلفزيوني (One Life To Live).
- أغنية "Hero"استخدمت أيضاً في عرض الـدبليو دبليو إي تحية للقوات 2009 (WWE Tribute to the Troops 2009).
- استخدمت أغنية "feel invisible" في عرض دبليو دبليو إي باتل جراوند لعام 2016

### العاب الفيديو
- أغنية "A Little More" يمكن اضافتها إلى لعبة الرقص المسيحية.
- اغاني "The Older I Get،" "Savior،" و"Rebirthing" يمكن تشغيلها في لعبة الفيديو المسيحية (Guitar Praise).
- كل من أغنية "Hero" و"Monster" في الموسيقى التصويرية للعبة سماك داون ضد راو 2010.

### الافلام
- أغنية "Best Kept Secret" واغنية "Invincible" ظهرت في فيلم Carman: The Champion.
- أغنية "Come on to the Future" و"Invincible" عرضت في المسيقى التصويرية لفيلم Extreme Days

## الجوائز

### ترشيحات جائزةجائزة غرامي
- «أفضل البوم روك مسيحي» في 2005 (Collide)
- «أفضل روك أو راب مسيحي» في 2007 (Comatose)

### جوائز GMA Dove
- «أغنية روك السنة» لأغنية "Comatose" في حفل جوائز GMA Dove التاسع والثلاثون في أبريل/نيسان 23، 2008.

## روابط خارجية
- سكيلت على موقع IMDb (الإنجليزية)
- سكيلت على موقع ميوزك برينز (الإنجليزية)
- سكيلت على موقع أول ميوزيك (الإنجليزية)
- سكيلت على موقع ديسكوغز (الإنجليزية)